# Gehstorf
Gehstorf ist ein Ortsteil von Bad Kötzting im Oberpfälzer Landkreis Cham, der bis 1971 eine selbstständige Gemeinde bildete.

## Lage
Das Dorf liegt im Bayerischen Wald, einen Kilometer nordwestlich von Bad Kötzting.

## Geschichte
Die 1818 mit dem Bayerischen Gemeindeedikt gebildete und bis zur Gemeindegebietsreform der 1970er bestehende Gemeinde Gehstorf gehörte zum niederbayerischen Landkreis Kötzting. Sie bestand aus folgenden Ortsteilen:
- Gehstorf
- Gadsdorf
- Gradis
- Zeltendorf

Am 1. Oktober 1971 wurde sie in die Gemeinde Kötzting eingegliedert.